# Polypedilum albinodus
Polypedilum albinodus is een muggensoort uit de familie van de dansmuggen (Chironomidae). De wetenschappelijke naam van de soort is voor het eerst geldig gepubliceerd in 1945 door Townes.